# Clinton Davisson
Clinton Joseph Davisson (Bloomington, Illinois; 22 de octubre de 1881-Charlottesville, Virginia; 1 de febrero de 1958) fue un físico estadounidense galardonado en 1937 con el premio Nobel de Física.
Es conocido por las investigaciones que llevó a cabo en los campos de la electricidad, el magnetismo y la energía radiante. 
De 1916 a 1946 trabajó en el departamento técnico de Telephone Bell Laboratories. En 1927, en colaboración con Lester Halbert Germer, descubrió la difracción de los electrones por los cuerpos cristalinos, lo que sirvió para confirmar experimentalmente las teorías de la mecánica ondulatoria.
Fue galardonado en 1935 con la medalla Hughes, concedida por la Royal Society «por su investigación que llevó al descubrimiento de la existencia física de las ondas de electrones a través de continuadas investigaciones sobre la reflexión de electrones de planos de cristal de níquel y otros metales».
Fue galardonado en 1937 con el premio Nobel de Física, compartido con George Paget Thomson.

## Epónimo
- El cráter lunar Davisson lleva este nombre en su honor.